# Jan Meškank

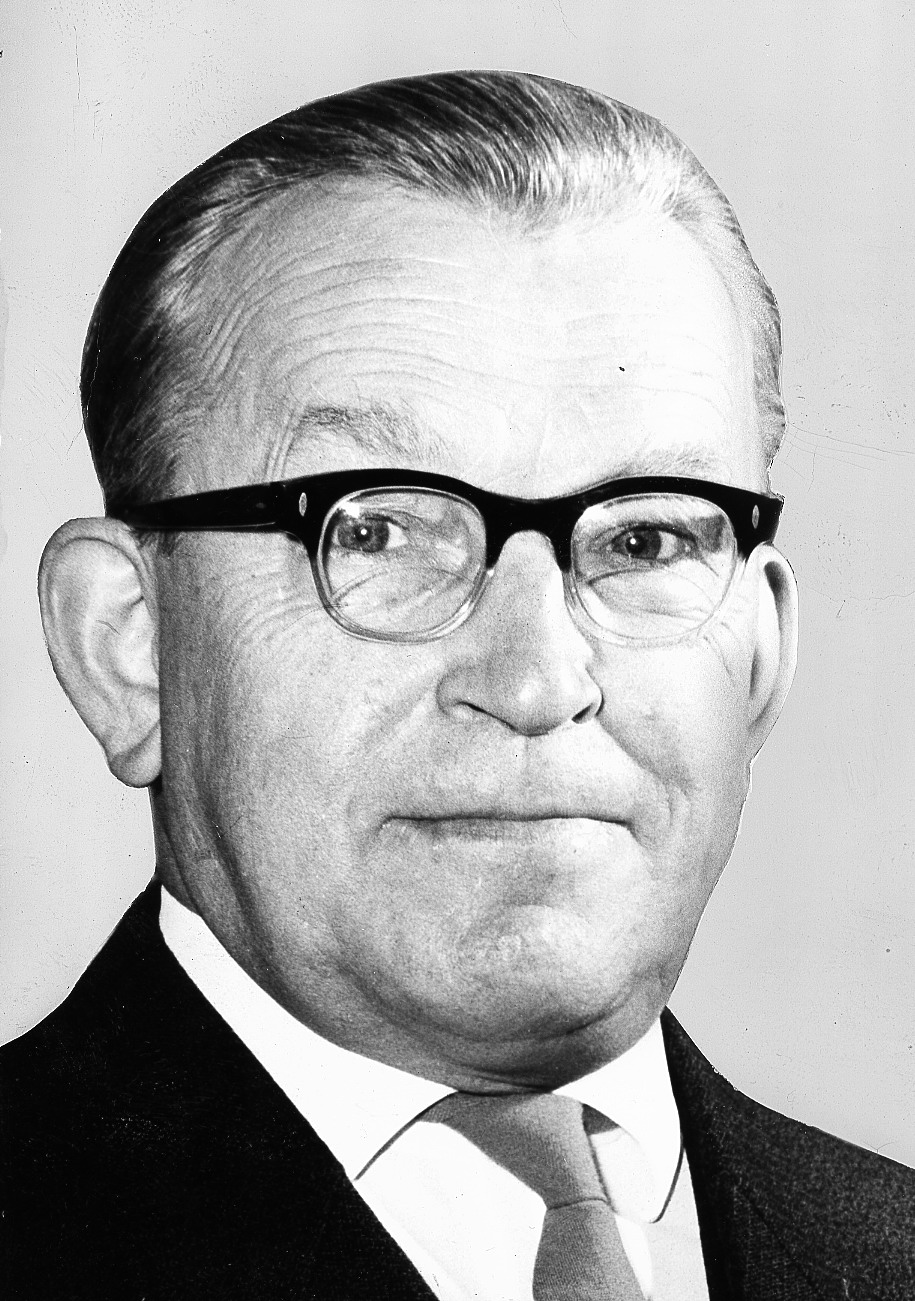
Jan Meškank

Jan Meškank (deutsch Jan bzw. Johann Meschgang; * 23. Juli 1905 in Brohna; † 4. Oktober 1972 in Cannewitz) war ein sorbischer Lehrer, Schriftsteller und Volkskundler.

## Leben
Meškank wurde 1905 geboren und wuchs auf einem Bauernhof in Brohna auf. Bis 1919 besuchte er die dortige Schule und wechselte daraufhin an die Katholische Pädagogische Schule in Bautzen, welche er 1921 beendete.
Ab 1928 arbeitete Meškank als Lehrer an den Dorfschulen in Luppa und in Radibor. 1932 und 1933 arbeitete er an der Dorfschule in Ostro. Nach der Machtergreifung durch die Nationalsozialisten im Jahr 1933 wurde Meškank, wie viele sorbische Lehrer zu dieser Zeit, in deutschsprachige Gebiete versetzt. Er kam nach Bretnig-Hauswalde, durfte 1934 allerdings wieder in das sorbische Siedlungsgebiet zurückkehren. Er unterrichtete zunächst bis 1937 in Sdier und anschließend von 1937 bis 1944 an der Dorfschule in Klix.
Zwischen 1935 und 1944 war Meškank Direktor des Sorbischen Museums in Bautzen. Im Sommer 1944 wurde er in Dresden von der GeStaPo verhaftet. Während der Luftangriffe auf Dresden gelang es ihm zusammen mit dem späteren Bautzener Landrat Jan Cyž aus dem Gefängnis zu fliehen.
Nach dem Ende des Zweiten Weltkrieges fuhr Meškank mit seinen Lehrtätigkeiten fort. Am 10. Mai 1945 nahm er zusammen mit Jan Cyž und weiteren Initiatoren am Treffen zur Neugründung der Domowina in Crostwitz teil. Bis zum 30. November 1946 war er stellvertretender Vorsitzender der Domowina und bis 1951 Schuldirektor in Panschwitz sowie Župan (Oberhaupt) des Domowina-Kreisverbandes Kamenz. Beide Funktionen musste er auf Druck der neuen kommunistischen Domowina-Führung um Kurt Krjeńc aufgeben, nachdem die Volksbefragung gegen Remilitarisierung Anfang Juni 1951 im sorbisch-katholischen Gebiet bemerkenswert schlechte Ergebnisse eingefahren hatte. Anschließend stand Meškank als angeblicher „sorbischer Separatist“ bis zu seinem Tod unter Beobachtung der Staatssicherheit.
In den 1950er Jahren war Meškank externer Mitarbeiter des Institutes für sorbische Volksforschung.
1970 ging Jan Meškank in den Ruhestand und lebte bis zu seinem Tod in der heute zu Panschwitz-Kuckau gehörenden Gemeinde Cannewitz. 1972 wurde er mit dem Jakub-Bart-Ćišinski-Preis ausgezeichnet. Am 4. Oktober 1972 starb Meškank in Cannewitz.

## Werke
- Serbske narodne drasty. 2. Drasta Katolskich Serbow. Budyšin 1957
- Serbske ludowe bajki. Berlin 1955
- Wotrow a wokolina. Přinošk k wjesnej chronice. Budyšin 1958
- Die Ortsnamen der Oberlausitz. Bautzen 1973